# Redan Ridge Cemetery No2
Le Redan Ridge Cemetery No2  (Cimetière militaire de la crête de Redan) est un cimetière militaire de la Première Guerre mondiale situé  sur le territoire de la commune de Beaumont-Hamel, dans le département de la Somme, au nord-est d'Amiens.

Deux autres  cimetières militaires britanniques portant le même nom sont implantés à proximité: Redan Ridge Cemetery No1 et Redan Ridge Cemetery No3.

## Localisation
Ce cimetière est situé à 800 m au nord-est du village, en suivant la Rue de la Montagne et un chemin vicinal.

## Histoire

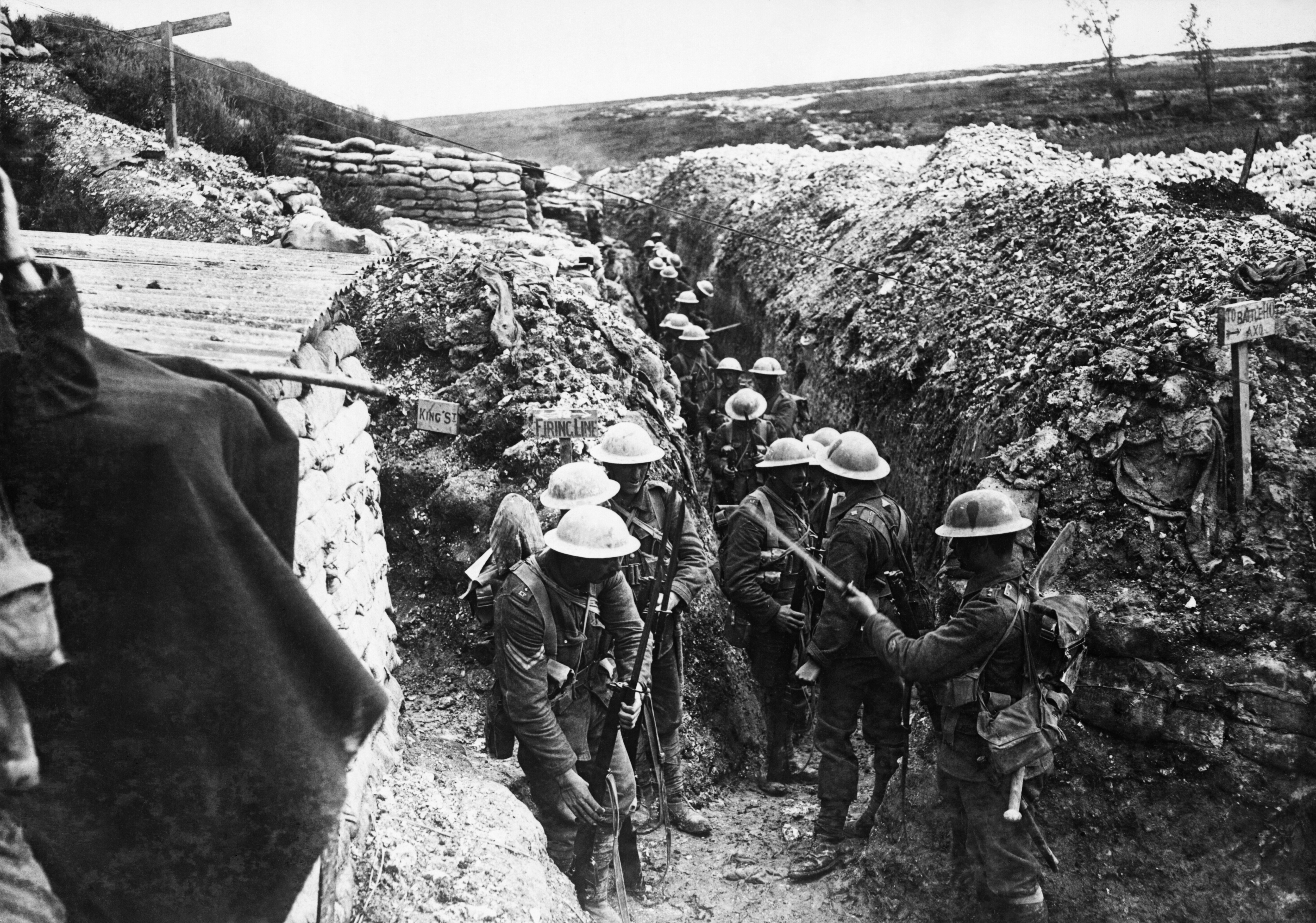
Soldats du Lancashire Fusiliers dans une tranchée à Beaumont Hamel en 1916.

La 2e Armée française qui  contrôlait le secteur fut relevée en juillet 1915 par la  3e Armée britannique .

Beaumont-Hamel se trouvait alors sur la ligne de front. Le 1er juillet 1916 débute la Bataille de la Somme et de nombreux soldats britanniques  périrent en ce premier jour.

Le cimetière a été établi au printemps 1917, lorsque ces champs de bataille ont été dégagés.

Il y a 279 victimes de la guerre 1914-18 commémorées sur ce site, dont 124 sont non identifiés. Tous tombèrent (à une exception près) en juillet et novembre 1916.

## Caractéristique
Il est entouré d'un muret de moellons.

## Sépultures
| Pays        | Sépultures |
| ----------- | ---------- |
| Royaume-Uni | 279        |

## Galerie

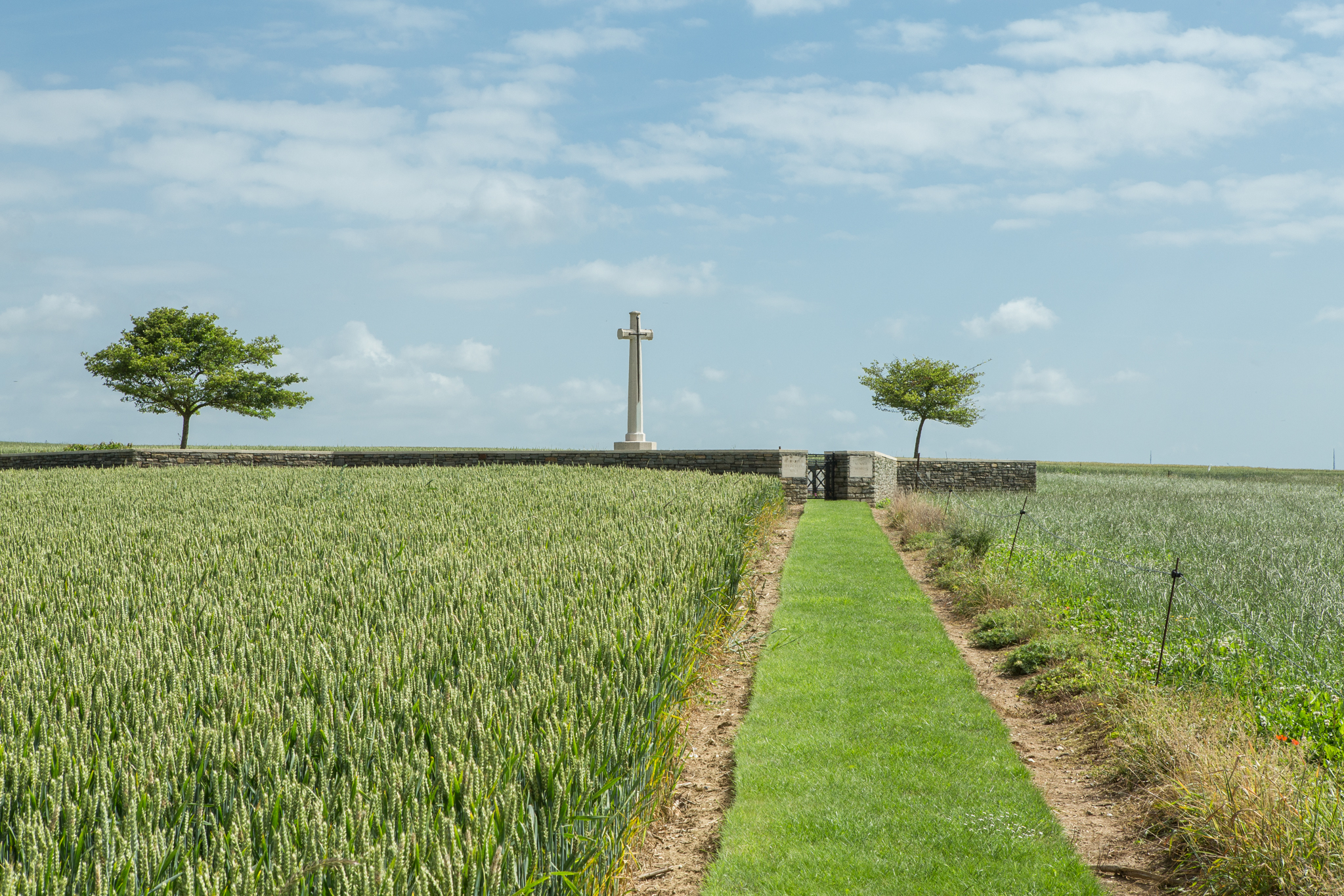
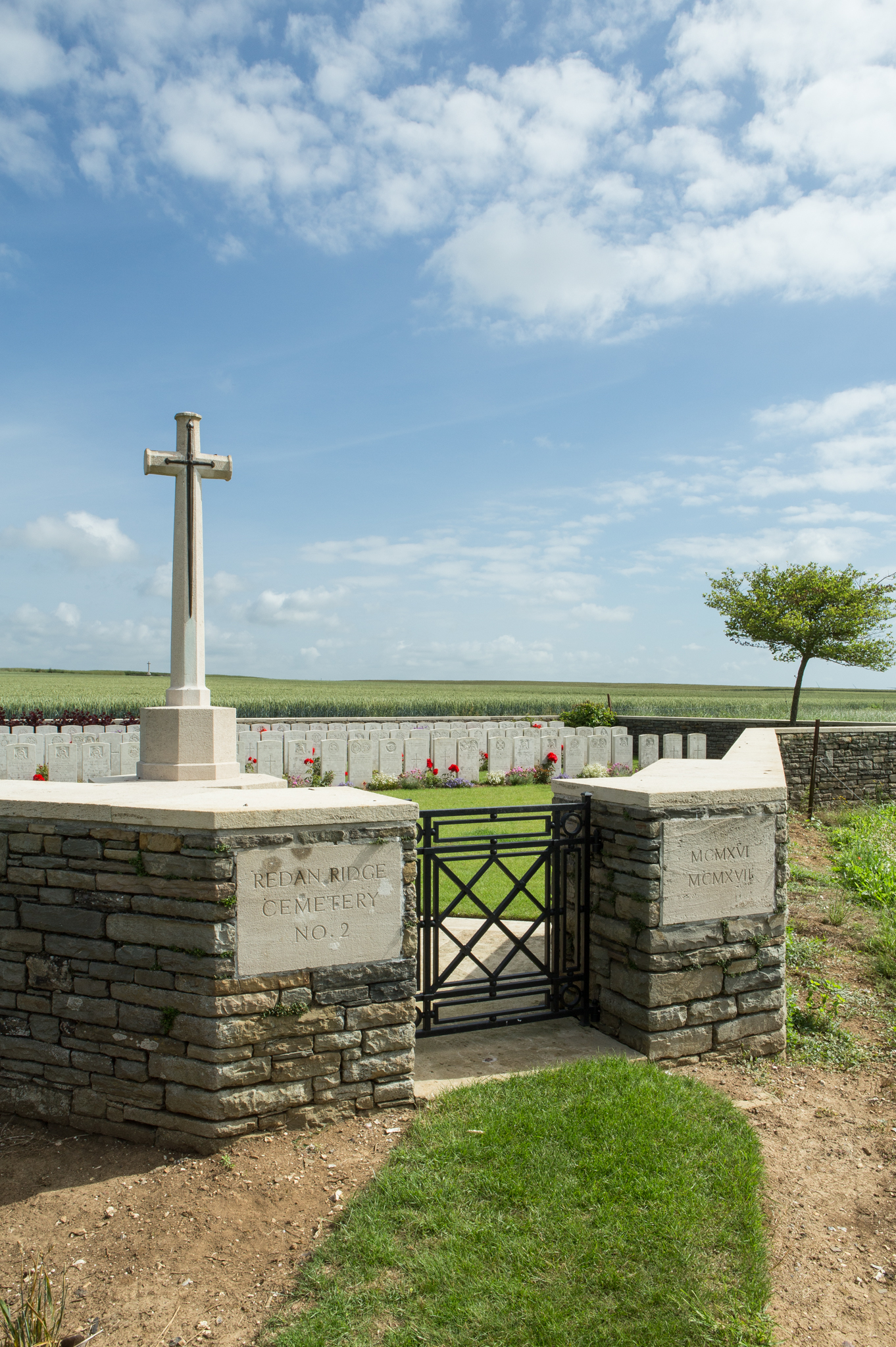
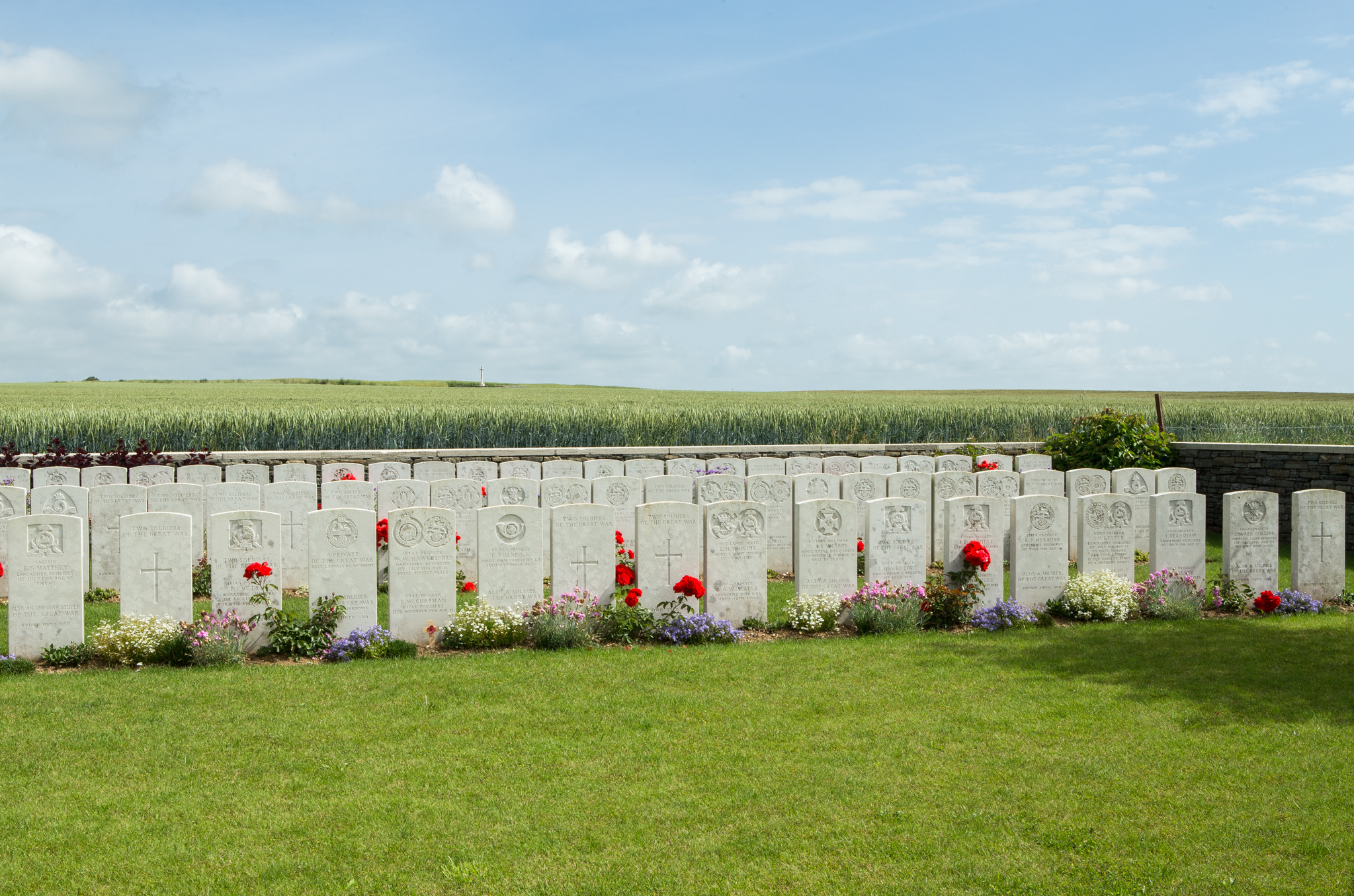
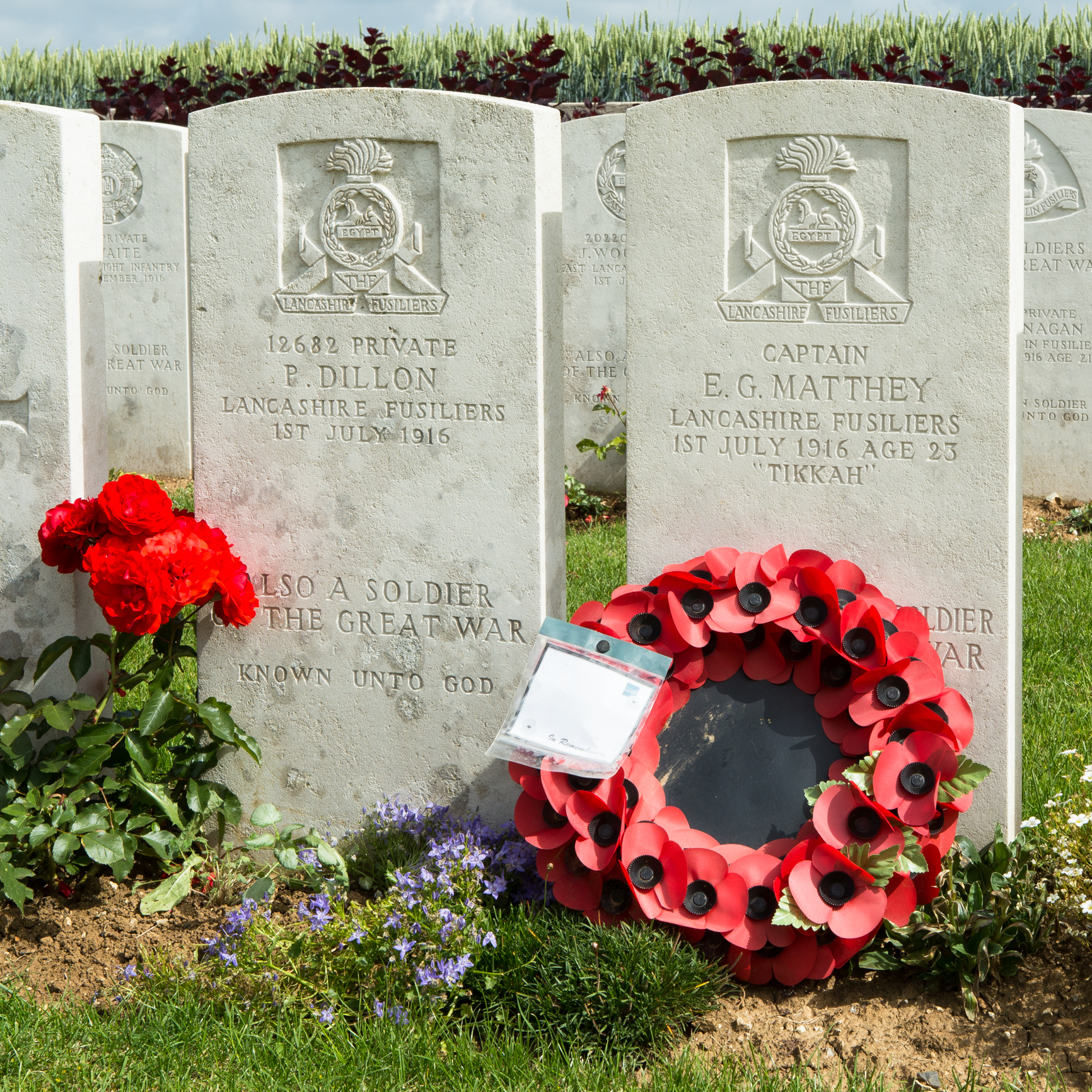
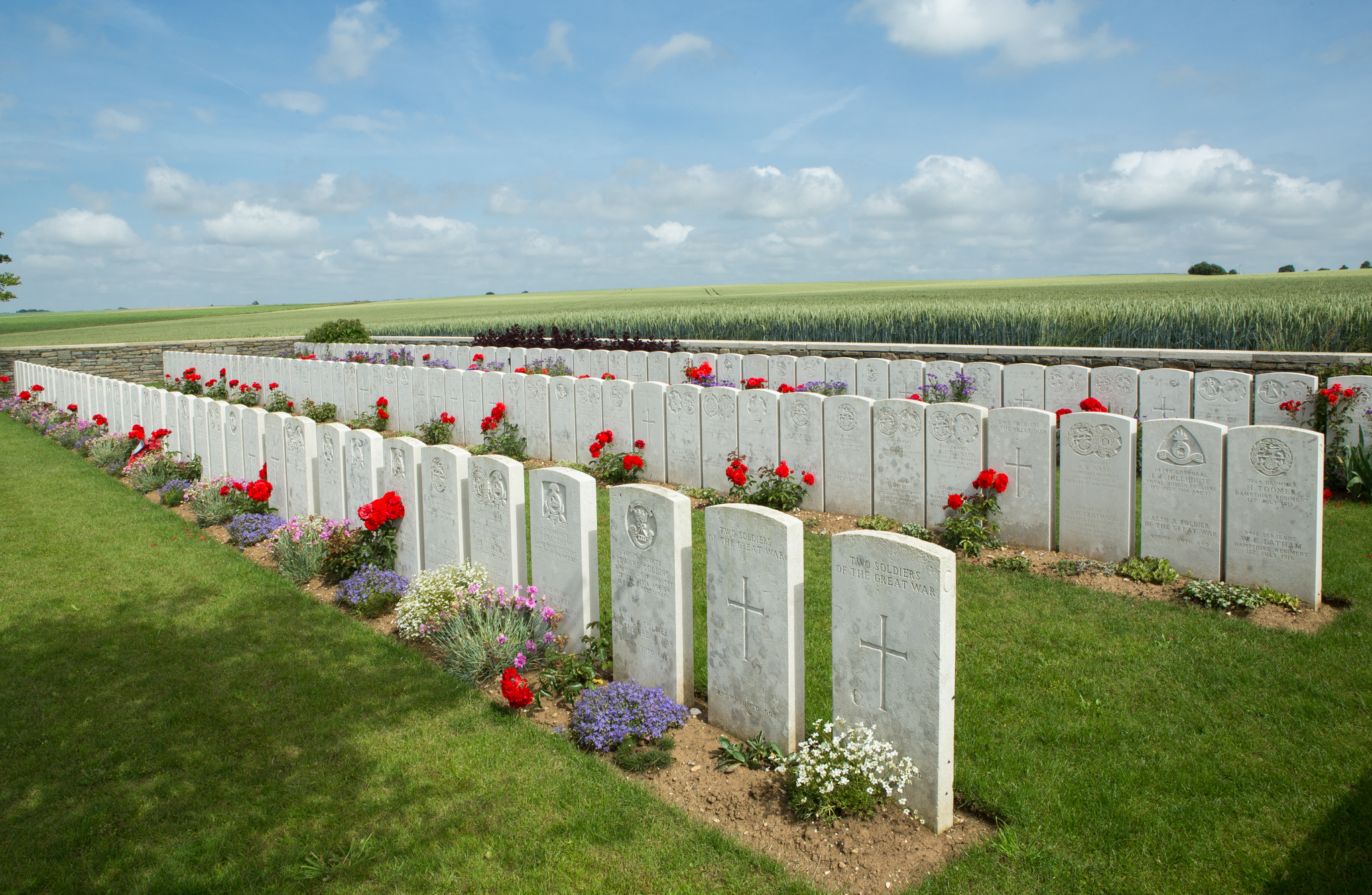
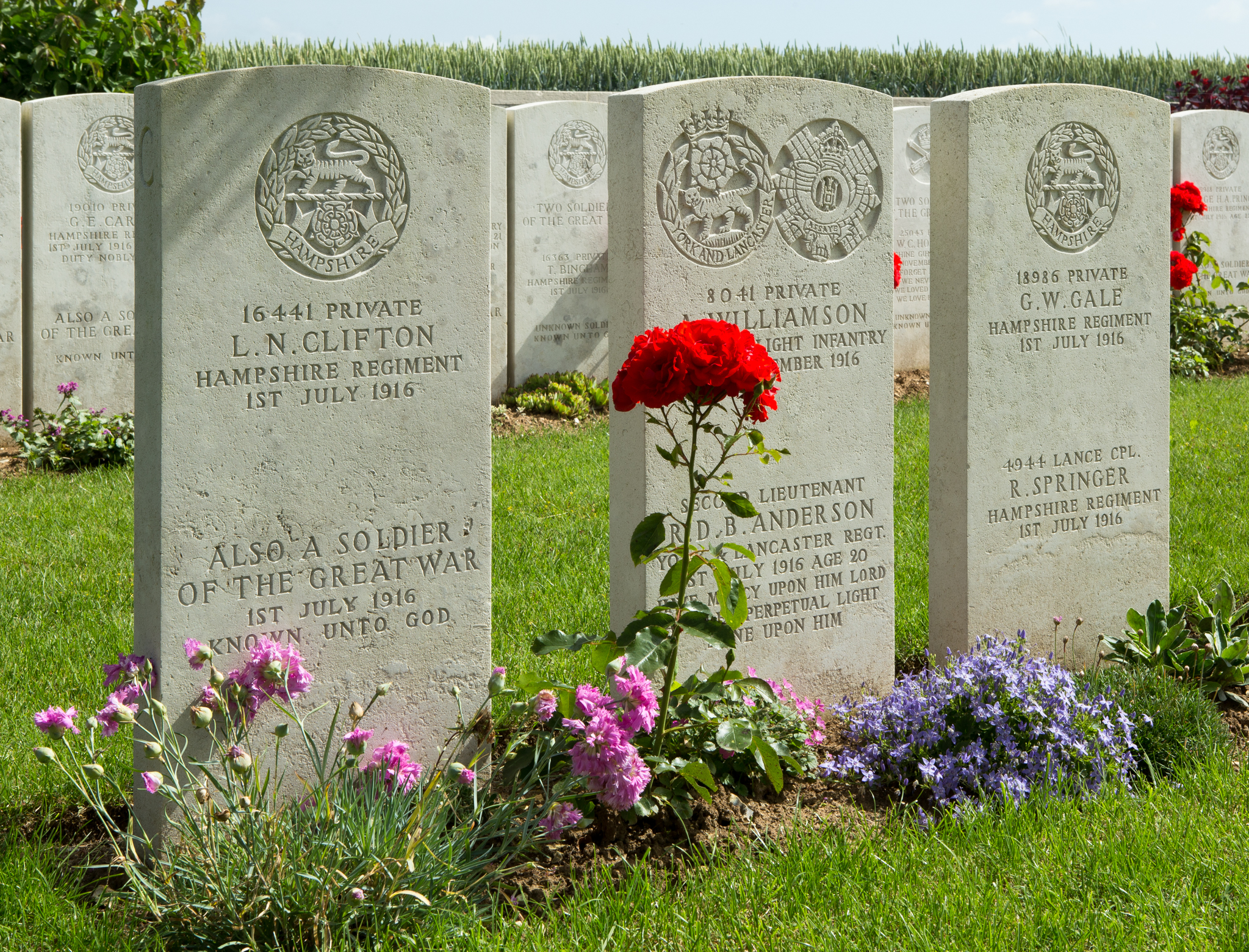
Tombes de soldats tombés le 1er juillet 1916.